# Tomopeas ravus
Tomopeas ravus (Miller, 1900), es una especie de murciélago de la familia Molossidae. Es la única especie del género  Tomopeas.

## Distribución geográfica

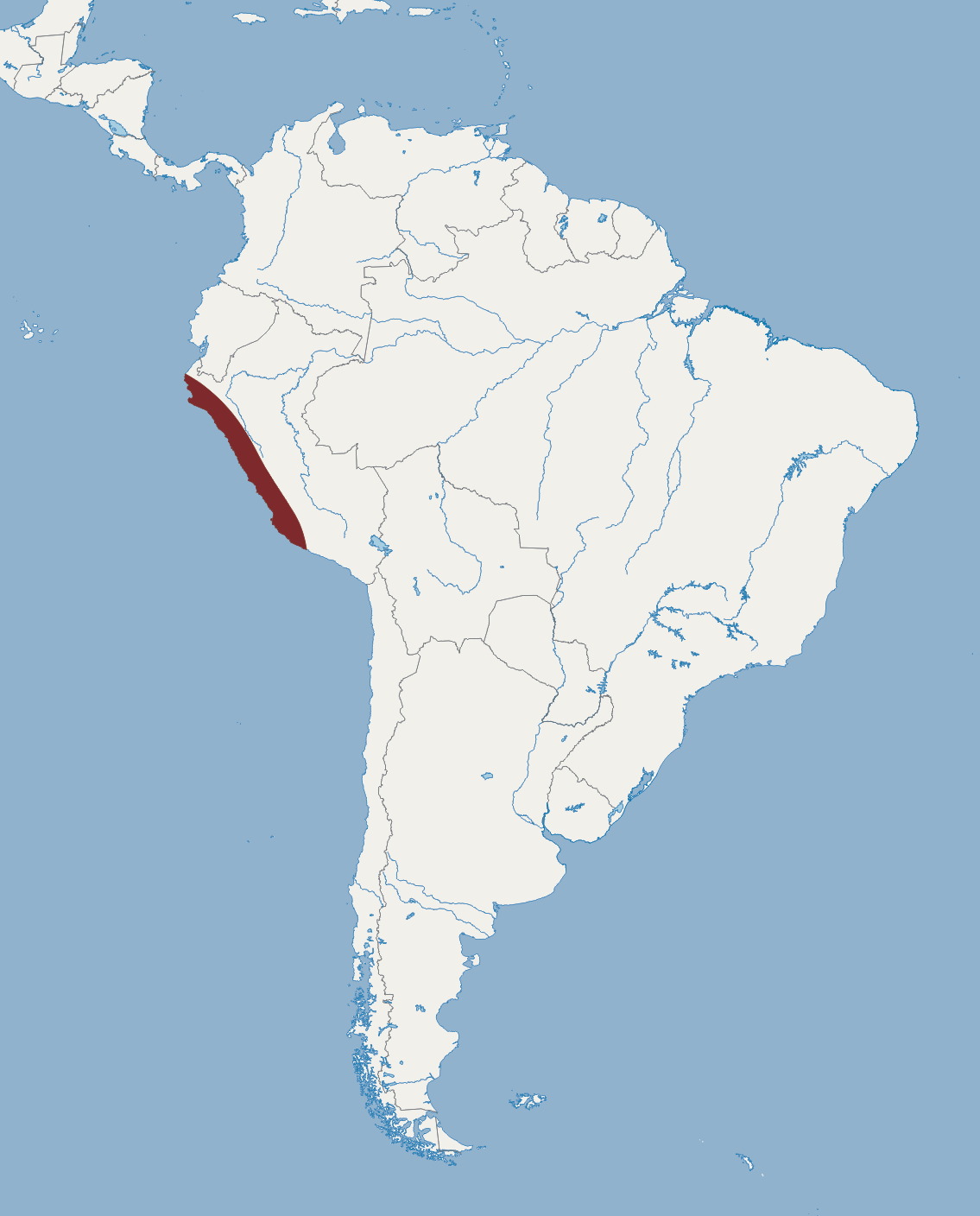
Distribución

Es endémica de Perú. Es una especie rara de la costa del desierto peruano. El murciélago de orejas romas, se conoce solo de 13 localidades confirmadas en Perú y actualmente se encuentra listada como En Peligro por la UICN.